# Ensenada Boccherini
La ensenada Boccherini es una ensenada cubierta de hielo, de 18 millas náuticas (33 kilómetros) de largo y 16 millas náuticas (30 kilómetros) de ancho, situada entre el Domo Bennett (al oeste) y la península Shostakóvich (al sureste de la ensenada Boccherini), que penetra en el lado sur de la península Beethoven y forma el extremo norte de la barrera de hielo Bach en la isla Alejandro I, en la Antártida. Fue cartografiada por primera vez a partir de fotografías aéreas tomadas por la Expedición de Investigación Antártica Ronne entre 1947 y 1948, por Derek J.H. Searle de la British Antarctic Survey en 1960, y bautizada por el Comité de Topónimos Antárticos del Reino Unido en honor al compositor italiano Luigi Boccherini.